# Мартина Мејн
Мартина Томсон, уметничко име Мартина Мејн, (Берлин, 1925 — 2013) била је немачка глумица, арт терапеут, песникиња и преводилац, активна у Енглеској. Године 2009. објавила је први превод на енглески језик дела немачке песникиње Пауле Лудвиг.

## Рани живот и породица
Мартина Томсон је рођена као Мартина Шулоф у Берлину око 1925. године, од родитеља из Аустрије. Школовала се у школи Рудолф Штајнер, али непосредно пре почетка Другог светског рата путује у Лондон са својом поредицом код ујака, Џорџ Хелеринг, који је радио у биоскопу Академија у Оксфорд улици. Евакуисана је у Котсволдс током рата, а потом се школовала за глумца на Краљевској академији драмских уметности.
Удавала се два пута. Први брак јој је био кратак, док се други пут удала 1964. године за продуцента звука Би-Би-Сија, Дејвида Томсона. У браку су добили три сина Тима, Лука и Бена. У време смрти имала је осам унучади и праунуче.

## Каријера
Под уметничким именом Мартина Мејн, глумила је у радио-драмама које је за Би-Би-Си продуцирао њен супруг и често је играла стране улоге у Енглеској и енглеске на немачком радију. Године 1952. Позајмљивала је и гласове за еротске филмове. Године 1967. појавила се са Квентином Криспом као Марсела у кратком надреалистичком филму Капетан Базби.
Школовала је се за арт терапеута, седамдесетих година прошлог века, код Е. М. Лидијата а 1989. написала је књигу „О уметности и терапији“. Њена поезија је сакупљана и објављиванан у објављена часопису „Трајекти“ 2007. године. Године 2009. објављује свој први превод на енглеском језику и то дела немачке експресионистичке песникиње Пауле Лудвиг, које се сећала када је посећивала кућу својих родитеља у Берлину.

## Смрт
Мејн је умрла од упале плућа 2013. године у 88. години живота након што је боловала од рака костију.

## Значајне улоге
- Ја сам странац – Мери (1952)[тражи се извор]
- The Case of the Greystone Inscription – Милисент Ченинг (1955)[3]
- Captain Busby The Even Tenour of Her Ways – Марсела (1967)[3]

## Одабрани чланци
- О уметности и терапији: Истраживање. Virago, 1989.
- Трајекти. Hearing Eye, Лондон, 2007.
- Пантер и газела: Песме Пауле Лудвиг. Hearing Eye, Лондон, 2012.